# The Big Knights
The Big Knights è una serie televisiva animata britannica creata, diretta e prodotta da Neville Astley, Mark Baker e Phil Davies. È stata trasmessa per la prima volta su BBC Two durante la stagione natalizia del 1999-2000. In Italia era stato trasmesso prima su RaiSat Ragazzi e dopo su RaiSat YoYo.

## Episodi
| nº | Titolo                       | Prima TV         |
| -- | ---------------------------- | ---------------- |
| 1  | Knights in Distress          | 19 dicembre 1999 |
| 2  | Ethel and the Imp            | 20 dicembre 1999 |
| 3  | Knight School                | 21 dicembre 1999 |
| 4  | Time Protonosphere           | 22 dicembre 1999 |
| 5  | The Land of the Vampires     | 23 dicembre 1999 |
| 6  | Sir Morris and the Beanstalk | 24 dicembre 1999 |
| 7  | The Village Games            | 25 dicembre 1999 |
| 8  | Alchemy                      | 26 dicembre 1999 |
| 9  | Lost Doris                   | 29 dicembre 1999 |
| 10 | Clockwork Knights            | 30 dicembre 1999 |
| 11 | The Troll Bridge             | 1 gennaio 2000   |
| 12 | Proton Power                 | 2 gennaio 2000   |
| 13 | The Royal Escort             | 3 gennaio 2000   |

## Doppiaggio
| Personaggi         | Doppiatori originali | Doppiatori italiani |
| ------------------ | -------------------- | ------------------- |
| Sir Boris          | David Rintoul        | Roberto Draghetti   |
| Sir Morris         | Brian Blessed        | Massimo Milazzo     |
| Re Otto di Borovia | Timothy West         | Elio Pandolfi       |
| Voce Narrante      | Xander Armstrong     | Renato Cortesi      |